# مقاطعة كارول (نيو هامبشاير)
مقاطعة كارول هي مقاطعة في نيوهامشير، بلغ عدد سكانها 47٬818  نسمة، في 2010، عاصمتها أوسيبي، تبلغ مساحتها 2٬570 كيلومتر مربع.

## الموقع
تشترك في الحدود مع:
- مقاطعة أكسفورد (مين)
- مقاطعة سترافورد (نيو هامبشاير)
- مقاطعة بلكناب (نيو هامبشاير).

## التقسيمات الإدارية
- ألباني
- بارتلت [الإنجليزية]‏
- Brookfield, New Hampshire [الإنجليزية]‏
- تشاتهام
- كونواي
- إيتون
- إفينغهام
- فريدوم
- Hale's Location, New Hampshire [الإنجليزية]‏
- هارتس لوكيشن
- جاكسون
- ماديسون
- مولتونبورو
- أوسيبي
- Sandwich, New Hampshire [الإنجليزية]‏
- Tamworth, New Hampshire [الإنجليزية]‏
- Tuftonboro, New Hampshire [الإنجليزية]‏
- Wakefield, New Hampshire [الإنجليزية]‏
- Wolfeboro, New Hampshire [الإنجليزية]‏.

## أعلام
- صموئيل بيمس